# Кубок Польщі з футболу 1965—1966
Кубок Польщі з футболу 1965–1966 — 12-й розіграш кубкового футбольного турніру в Польщі. Титул вчетверте здобула Легія (Варшава).

## Календар
| Раунд        | Матчі | Клуби   |
| ------------ | ----- | ------- |
| Перший раунд | 19    | 69 → 50 |
| Другий раунд | 18    | 50 → 32 |
| 1/16 фіналу  | 16    | 32 → 16 |
| 1/8 фіналу   | 8     | 16 → 8  |
| 1/4 фіналу   | 4     | 8 → 4   |
| 1/2 фіналу   | 2     | 4 → 2   |
| Фінал        | 1     | 2 → 1   |

## Перший раунд
| Команда 1                | Рахунок | Команда 2                       |
| ------------------------ | ------- | ------------------------------- |
| Скра (Чарна-Білостоцька) | 0:1     | Легія II (Варшава)              |
| РКС Блоне                | 0:1     | Мазур (Елк)                     |
| Арка-2 (Гдиня)           | 4:3     | Гвардія (Ольштин)               |
| Юранд (Бемово Піске)     | 0:4     | Полонія (Гданськ)               |
| Олімпія (Злоценец)       | 0:5     | Арконія (Щецин)                 |
| Промень (Жари)           | 3:0     | Варта (Познань)                 |
| Олімпія (Познань)        | 3:0     | Стільон (Гожув-Великопольський) |
| Полонія (Свідниця)       | 1:2     | Сталь (Ниса)                    |
| Погонь (Пруднік)         | 2:0     | Хелмец (Валбжих)                |
| Мень (Липно)             | 0:3     | Влукняж (Лодзь)                 |
| Влукняж (Пабяніце)       | 3:0     | Брда (Бидгощ)                   |
| Сокул (Ніско)            | 0:2     | Унія (Освенцим)                 |
| Сандеція-2 (Нови Сонч)   | 0:2     | Ресовія (Ряшів)                 |
| Холм'янка (Холм)         | 2:6     | Стар (Стараховіце)              |
| Гутник-2 (Краків)        | 4:3     | Гетьман (Замостя)               |
| Іскра (Кельце)           | 2:7     | Вавель (Краків)                 |
| Єдносць (Міхалковіце)    | 2:3     | РОВ (Рибник)                    |
| Шомберки-2 (Битом)       | 2:1     | П'яст (Гливиці)                 |
| АКС (Хожув)              | 2:1     | Розвой (Катовиці)               |

## Другий раунд
| Команда 1          | Рахунок      | Команда 2              |
| ------------------ | ------------ | ---------------------- |
| Шомберки-2 (Битом) | 4:1          | Вікторія (Явожно)      |
| Влукняж (Пабяніце) | 3:1          | Гурник (Валбжих)       |
| РОВ (Рибник)       | 2:1          | Унія (Ратибор)         |
| Промень (Жари)     | 2:0 дч       | Заглембє (Валбжих)     |
| Гутник-2 (Краків)  | 2:0          | Сталь (Мелець)         |
| Вавель (Краків)    | 1:1 пен. 6:8 | Ураня (Руда-Шльонська) |
| Стар (Стараховіце) | 1:1 пен. 4:3 | Старт (Лодзь)          |
| Сталь (Ниса)       | 2:5          | Ракув (Ченстохова)     |
| Легія II (Варшава) | 1:4          | Краковія (Краків)      |
| АКС (Хожув)        | 2:5          | Гутник (Краків)        |
| Гвардія (Кошалін)  | 2:4          | Арка (Гдиня)           |
| Ресовія (Ряшів)    | 0:1          | Мотор (Люблін)         |
| Влукняж (Лодзь)    | 1:2 дч       | Гарбарня (Краків)      |
| Мазур (Елк)        | 1:2 дч       | Лехія (Гданськ)        |
| Унія (Освенцим)    | 0:0 пен. 4:3 | Погонь (Пруднік)       |
| Арконія (Щецин)    | 3:0          | Олімпія (Познань)      |
| Полонія (Гданськ)  | 1:4          | Лех (Познань)          |
| Арка-2 (Гдиня)     | 2:2 дч       | Погонь (Щецин)         |

Перегравання
| Команда 1      | Рахунок | Команда 2      |
| -------------- | ------- | -------------- |
| Арка-2 (Гдиня) | 2:3     | Погонь (Щецин) |

## 1/16 фіналу
| Команда 1          | Рахунок | Команда 2              |
| ------------------ | ------- | ---------------------- |
| Шомберки-2 (Битом) | 4:1     | Вісла (Краків)         |
| Влукняж (Пабяніце) | 0:5     | Шомберки (Битом)       |
| РОВ (Рибник)       | 2:3     | Одра (Ополе)           |
| Гутник-2 (Краків)  | 0:2     | Рух (Хожув)            |
| Шльонськ (Вроцлав) | 5:0     | Ураня (Руда-Шльонська) |
| Стар (Стараховіце) | 3:0     | Гутник (Краків)        |
| Ракув (Ченстохова) | 9:0     | Сталь (Ряшів)          |
| Краковія (Краків)  | 2:3 дч  | Гурник (Забже)         |
| Арка (Гдиня)       | 0:2     | ЛКС (Лодзь)            |
| Мотор (Люблін)     | 0:4     | Гвардія (Варшава)      |
| Гарбарня (Краків)  | 1:2     | ГКС (Катовиці)         |
| Лехія (Гданськ)    | 0:2     | Легія (Варшава)        |
| Унія (Освенцим)    | 2:0     | Полонія (Битом)        |
| Арконія (Щецин)    | 3:1     | Промень (Жари)         |
| Лех (Познань)      | 2:3     | Заглембє (Сосновець)   |
| Погонь (Щецин)     | 4:0     | Завіша (Бидгощ)        |

## 1/8 фіналу
| Команда 1          | Рахунок | Команда 2            |
| ------------------ | ------- | -------------------- |
| Шомберки-2 (Битом) | 2:1     | Рух (Хожув)          |
| Ракув (Ченстохова) | 3:4     | Шомберки (Битом)     |
| Стар (Стараховіце) | 2:0     | Унія (Освенцим)      |
| Одра (Ополе)       | 1:5     | Гурник (Забже)       |
| ЛКС (Лодзь)        | 0:2     | Легія (Варшава)      |
| Арконія (Щецин)    | 2:4     | Шльонськ (Вроцлав)   |
| Гвардія (Варшава)  | 2:4     | Заглембє (Сосновець) |
| Погонь (Щецин)     | 1:0     | ГКС (Катовиці)       |

## 1/4 фіналу
| Команда 1          | Рахунок | Команда 2            |
| ------------------ | ------- | -------------------- |
| Шомберки-2 (Битом) | 2:1     | Заглембє (Сосновець) |
| Легія (Варшава)    | 1:0 дч  | Шомберки (Битом)     |
| Стар (Стараховіце) | 1:2     | Погонь (Щецин)       |
| Шльонськ (Вроцлав) | 0:4     | Гурник (Забже)       |

## 1/2 фіналу
| Команда 1          | Рахунок | Команда 2       |
| ------------------ | ------- | --------------- |
| Погонь (Щецин)     | 1:3     | Легія (Варшава) |
| Шомберки-2 (Битом) | 1:2     | Гурник (Забже)  |

## Фінал
| 15 серпня 1966 |

| Легія (Варшава)        | 2:1 дч   | Гурник (Забже) |
| ---------------------- | -------- | -------------- |
| Брихчий 36' Блаут 120' | Протокол | Кухта 57'      |

| Стадіон ім.Едмунда Шица, Познань Глядачів: 15 000 Арбітр: Марян Сродецкі |